# Давидов Володимир Васильович (художник)
Володимир Васильович Дави́дов (нар. 24 червня 1924, Шутино — пом. 25 грудня 2007, Київ) — український живописець; член Спілки радянських художників України з 1950 року. Батько художників Сергія і Тетяни Давидових.

## Біографія
Народився 24 червня 1924 року в селі Шутиному (нині Катайський район Курганської області, Росія). 1944 року закінчив Свердловське художнє училище. Упродарж 1944—1950 років навчався у Київському художньому інституті, де його викладачами були зокрема Ф. Шмельов, Олексій Шовкуненко і Тетяна Яблонська. Дипломна робота — картина «Тваринники».
Жив у Києві, в будинку на вулиці Хрещатику, № 48, квартира № 3а та в будинку на вулиці Курганівській, № 3, квартира № 90. Помер у Києві 25 грудня 2007 року.

## Творчість
Працював в галузі станкового живопису (портрет, пейзаж, натюрморт, тематична картина) та монументально-декоративного мистецтва. Серед робіт:
- вітраж «Переяславська рада» для павільйону Української РСР на Виставки досягнеь народного господарства у Москві (1953—1955; у співавторстві з Григорієм Бонею та Степаном Кириченком);

живопис
- «Портрет знатної доярки Є. Кошевої» (1949, Національний музей у Львові);
- «Портрет знатної телятниці С. Коржан» (1949);
- «Зустріч Тараса Шевченка з Миколою Некрасовим на вечорі на честь Олександра Мартинова» (1949, у співавторстві з Григорієм Бонею та Володимиром Югаєм; Національний музей Тараса Шевченка);
- «Тваринники» (1950, полотно, олія; Національний художній музей України)[2]);
- «Виступ новатора І. Т. Валігури на вченій раді» (1951, у співавторстві з Григорієм Бонею);
- «Портрет знатної доярки, Героя Соціалістичної Праці Єфросинії Демиденко (1958);
- «Телятниці» (1960);
- «На Батьківщині» (1964, у співавторстві з Віктором Ладейщиковим);
- «Пам'ять батьків» (1965—1967);
- «Клятва краснодонців» (1968—1970);
- «Завжди в строю. Микола Островський» (1970—1971);
- «Перед боєм (Й. Вітебський)» (1971);
- «В. Борзов» (1973);
- «П. Ледньов» (1973);
- «Дочка» (1973);
- «Фелікс Дзержинський» (1977);
- «Микола Островський» (1978);
- «Хокей» (1980);
- «Гурзуф. Татарський квартал» (1980);
- «Геогрій Гречко» (1981);
- «Київське підпілля» (1982);
- «А. Петрицький» (1982);
- «Бузок» (2004).

Брав участь у республіканських виставках з 1949 року. У 1955 році нагороджений золотою медаллю Всесоюзної сільськогосподарської виставки у Москві.